# Tony Meeker
Tony Meeker (* 18. März 1939 in Oregon) ist ein US-amerikanischer Politiker (Republikanische Partei).

## Werdegang
Über Tony Meeker ist nicht viel bekannt. Seine Kindheit war vom Zweiten Weltkrieg überschattet. Er saß sowohl im Repräsentantenhaus als auch im Senat von Oregon. 1986 kandidierte er im ersten Kongresswahlbezirk von Oregon für den US-Kongress gegen den Demokraten Les AuCoin. Nach seiner Niederlage gegen ihn saß Meeker wieder im Senat von Oregon, wo er die Städte in Teilen vom Yamhill und Marion County vertrat. Der Treasurer of State von Oregon Bill Rutherford kündigte 1987 an einen Posten in einem Wertpapierunternehmen in New York anzutreten. Am 9. Juli 1987 ernannte der Gouverneur von Oregon Neil Goldschmidt Meeker zum neuen Treasurer of State von Oregon, um die Vakanz zu füllen, die durch den Rücktritt von Bill Rutherford entstand. Bei den Wahlen im Jahr 1988 wurde Meeker für eine volle Amtszeit gewählt. Meeker kandidierte 1992 ein zweites Mal für einen Sitz im US-Kongress, erlitt aber eine Niederlage gegenüber Elizabeth Furse.